# 奇异南星
奇异南星（学名：Arisaema decipiens）是天南星科天南星属的植物。分布在印度以及中国大陆的广西、云南等地，生长于海拔880米至3,400米的地区，多生在山坡灌丛中，目前尚未由人工引种栽培。

## 别名
蛇饭（云南腾冲） 铁灯台、青脚莲（广西） 花脸、蛇包谷、大麻药、麻醉药、独角莲、大半夏、躲雷草、半截烂、野包谷、铁灯台、雪里见、绥阳雪里见